# Odontophorus (gênero botânico)
Odontophorus é um género botânico pertencente à família Aizoaceae.

## Espécies
- Odontophorus albus
- Odontophorus angustifolius
- Odontophorus herrei

1. ↑  «Odontophorus — World Flora Online». www.worldfloraonline.org. Consultado em 19 de agosto de 2020